# فيلدبرغ
فيلدبرغ (بالألمانية: Wildberg) هي بلدية ضمن مقاطعة فافيكون في كانتون زيورخ بسويسرا. تبلغ مساحتها 10.83 كيلومتر مربع، ويقدر عدد سكانها بـ 1000 نسمة (حسب تعداد ديسمبر 2017).